# IC 2072
IC 2072 — галактика типу NF (в процесі підтвердження) у сузір'ї Різець.
Цей об'єкт міститься в оригінальній редакції індексного каталогу.